# Wayne McLaren
Wayne McLaren (12 de septiembre de 1940 – 22 de julio de 1992) fue un actor estadounidense. En 1976 protagonizó la campaña publicitaria del tabaco Marlboro como "El hombre Marlboro", en el que se ensalzaban los valores de independencia y autosuficiencia mostrando a un vaquero sólo con su cigarro ante la naturaleza salvaje. Fumaba un paquete y medio al día antes de desarrollar la campañas publicitarias contrajo de cáncer de pulmón a los 49 años. La quimioterapia y la extirpación de uno de sus pulmones no paró el avance del cáncer a su cerebro, muriendo dos años después del diagnóstico inicial.
McLaren comenzó su campaña antitabaco tras conocer su enfermedad. Poco antes de su muerte, fue emitido un spot en televisión en el que se alternaban las imágenes de su actuación como cowboy con las de su convalecencia en el hospital. La voz de su hermano, Charles McLaren, hablaba mientras sobre las consecuencias del tabaco, sentenciando al final con la frase «Yaciendo aquí, con todos estos tubos alrededor, ¿cuan independiente crees que eres?»
Durante la etapa de activismo antitabaco de McLaren, Philip Morris (propietario de Marlboro) negó que McLaren hubiese aparecido nunca en un anuncio de su compañía, aunque tiempo después tuvo que acabar reconociéndolo.